# استانداردهای وب

استانداردهای وب، عبارتی است کلی در بحث ساختار و طراحی وب، به معنی «دستورها و قانون‌ها» و مشخصات فنی وضع شده‌ای از سوی کنسرسیوم جهانی وب، که سیمای کلی و همه جنبه‌های شبکه جهانی وب را نمایش و شرح می‌دهند. در سالهای اخیر، این عبارت بیشتر به جنبش استانداردهای وب وابسته شده‌است. جنبشی رو به گسترش، برای فراگیر ساختن «مجموعه استانداردی از روش‌های ساخت» سایت‌های اینترنتی، و تعریف فلسفه‌ای گسترده تر در سبکِ ساخت و طراحی وب، که شامل این مجموعه «روش‌های ساخت» است.
برای نمونه، قانون «ساختار متن»، یا دستور چگونگی قرار دادن متن در صفحه وب، بدون استفاده از ترفندهای غیر استاندارد، به روشی که حتی برای کاربران نابینا هم دسترسایی آسانی داشته باشد، یکی از این دستورهاست که طراح وب را مجبور می‌کند تا قانون «ساختار متن» را رعایت کند.
بسیاری از این دستورها و مشخصات فنی وضع شده که بر همه جنبه‌ها و سیمای کلی اینترنت حکم شده‌اند، و نه تنها شبکه جهانی وب، به گونه‌ای مستقیم یا نامستقیم، روش طراحی، مدیریت، ساخت و پیشبرد یک سایت و دیگر سرویس‌های وب را زیر تأثیر خود قرار می‌دهند. با اینکه هر یک از این دستورها و روش‌ها ممکن است «استانداردهای وب» خوانده شوند، پویندگان جنبش استانداردهای وب، به استانداردهای بالاتری که بیشتر و به گونه‌ای مستقیم، سایت‌های وب را هدف قرار داده‌اند، مانند دسترسی پذیری (یا Accessibility) و کاربردپذیری (یا Usability)، تمایل نشان می‌دهند. 

## منبع‌ها
- Wikipedia contributors, «Web standards,» Wikipedia, The Free Encyclopedia, http://en.wikipedia.org/w/index.php?title=Web_standards&oldid=110357138 (accessed February ۲۶, ۲۰۰۷).